# Бамбуров Володимир Федорович
Володимир Федорович Бамбуров (біл. Уладзімір Фёдаравіч Бамбураў; 10 листопада 1937 — 16 квітня 2024) — радянський воєначальник, генерал-майор Радянської армії.

## Біографія
Народився 10 листопада 1937 року.
Отримав спеціальність ракетника у 2-му Ленінградському артилерійському училищі, а пізніше — педагога-історика (навчався заочно в Коломенському педінституті).
Служив начальником політичних відділів у Свердловському вищому військово-політичному танко-артилерійському училищі та Рязанському вищому автомобільному командному училищі.
Із 1987 по 1992 роки — начальник Мінського вищого військово-політичного загальновійськового училища.
У 1992 році звільнений у запас.
Після виходу на пенсію очолював Білоруський центр перепідготовки та працевлаштування військовослужбовців, потім працював у Військовій академії Республіки Білорусь. У 2010 році під його авторством вийшла книга «Військова школа в Білорусі. Традиції та сучасність» Із січня 2015 року по листопад 2017 року очолював Республіканське громадське об'єднання «Білоруський союз офіцерів».
Проживав у місті Мінськ.
Помер 16 квітня 2024 року у віці 86 років.

## Сім'я
- Син — Бамбуров Сергій Володимирович, начальник відділу Головного управління економічної безпеки КДБ Республіки Білорусь.